# Nuestra Señora de París
Nuestra Señora de París (Notre-Dame de Paris, en francés) es una novela de Victor Hugo, publicada en 1831 y compuesta por once libros, que se centra en la desdichada historia de Quasimodo, la gitana Esmeralda y el archidiácono Claude Frollo en el París del siglo XV. Todos sus elementos —ambientación medieval, amores imposibles, personajes marginados— hacen de la obra un modelo de los temas literarios del Romanticismo.

## Antecedentes
Victor Hugo, tras separarse de su mujer Adèle en 1830, fue testigo de las apreciaciones negativas de sus contemporáneos respecto del arte gótico de la ciudad de París, donde se promovían (y ejecutaban) demoliciones de edificios y fachadas de la época medieval. Dolido por esta situación, Hugo escribió panfletos defendiendo las muestras de arquitectura gótica aún subsistentes en la capital francesa como parte de un patrimonio artístico que debía preservarse y rechazando a los "demoledores", aunque sin mayor éxito. 
Cuando el editor Gosselin le requirió una novela para fines de 1830, Hugo vio en este encargo una oportunidad de plasmar su preocupación y convencer a los parisinos de proteger el patrimonio artístico gótico de su ciudad. Así, Hugo creó una historia de romances desdichados, aventuras emocionantes y personajes marginales, pero ambientada en el París medieval y haciendo largas descripciones de la catedral gótica de Nuestra Señora de París, que sería escenario de la novela y le daría nombre a ésta. Victor Hugo trabajó desde septiembre de 1830, llevándole aproximadamente seis meses y agotándose físicamente. Pero el esfuerzo valió la pena ya que fue bien valorada por los críticos y tuvo gran éxito entre los lectores, cosa que le supuso un alivio económico: la obra sería publicada en febrero de 1831 e impulsó entre sus contemporáneos una valoración más favorable de los edificios medievales franceses.

## Trama de la obra
La novela se inicia con unas celebraciones populares, con motivo de la epifanía de 1482 en el Palacio de Justicia. La obra nos presenta a Esmeralda, bailarina gitana, a Quasimodo, un deforme joven jorobado que se encarga de las campanas de la catedral de Notre Dame, y el archidiácono Claude Frollo, padre adoptivo del campanero. Esmeralda, gracias a su gran belleza física, atrae al poeta-estudiante Pierre Gringoire y al capitán Febo de Châteaupers, pero también a Claude Frollo, quien se decide a secuestrar a la gitana. Frollo ordena entonces a su protegido Quasimodo que la rapte bajo el pretexto de "protegerla" de los demás gitanos.

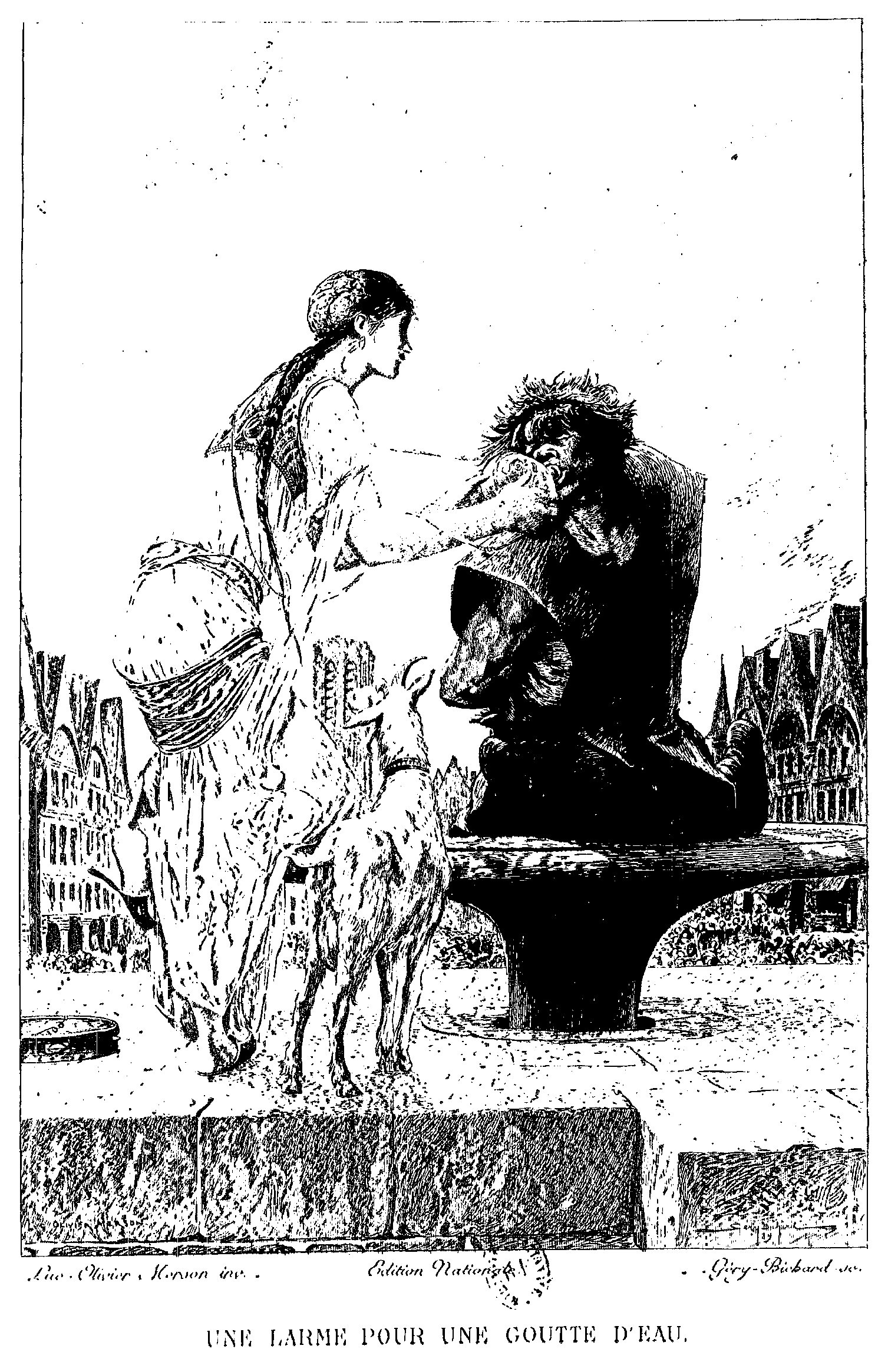
Esmeralda y Quasimodo, ilustración de la edición de 1889.

Sin embargo, la casual intervención del capitán Febo de Chateaupers impide la consumación del secuestro y lleva a Quasimodo a la condena del suplicio público. El jorobado es azotado en la plaza, y recibe todo el odio y los insultos del pueblo, que lo desprecia cruelmente por su fealdad. Quasimodo pide agua y la gitana Esmeralda sube al patíbulo para calmar su sed.

— ¡Agua! — repitió por tercera vez Quasimodo.

Entonces vio cómo se apartó el gentío. Una muchacha curiosamente ataviada salió de entre la gente. Iba acompañada de una cabrita blanca de cuernos dorados y llevaba una pandereta en la mano.
El ojo de Quasimodo centelleó. Era la bohemia a la que había intentado raptar la noche anterior, fechoría por la que comprendía vagamente que estaba sufriendo aquel castigo, lo que, por otra parte, no era cierto ni mucho menos, pues se le estaba juzgando por la desgracia de ser sordo y por haber sido juzgado por un sordo. Estaba seguro de que también ella había venido para vengarse y darle, como hacían los otros, su golpe correspondiente. [...]
Ella, sin decir una sola palabra, se aproximó al reo, que se retorcía en vano para librarse de ella, y soltando una calabaza que a guisa de recipiente tenía atada a la cintura, la acercó muy despacio a los labios áridos del desdichado.

Entonces, de aquel ojo tan seco y encendido hasta entonces, se vio desprenderse una lágrima que fue lentamente deslizándose por aquel rostro deforme y contraído hacía ya mucho rato por la desesperación.

Quasimodo siente un agradecimiento y un afecto enorme hacia la gitana por su piedad hacia él, ya que no está acostumbrado a ser bien tratado. Mientras tanto, en su búsqueda de Esmeralda, el tímido Pierre Gringoire llega por accidente a la «Corte de los Milagros», la informal asamblea de los gitanos, mendigos y ladronzuelos de París, quienes descubren a Gringoire como un extraño a esta peculiar comunidad. Ante esto, los jefes de la Corte determinan que Gringoire debe morir para que no revele los secretos de la Corte o casarse con una gitana, ante lo cual Gringoire advierte una oportunidad de casarse con Esmeralda. La bella joven acepta el enlace, pero no por amor hacia el poeta-estudiante sino para evitar su muerte, en tanto Esmeralda está enamorada del osado capitán Febo de Châteaupers y se burla abiertamente de la cobardía y timidez de Gringoire, al punto que se niega siquiera a un beso entre ambos. 
Mientras tanto, Frollo se siente frustrado por el secuestro fallido. Celoso del capitán Febo, ya que por conversaciones con Gringoire sabe que Esmeralda está enamorada de él, Frollo lo apuñala cuando Febo logra atraer a Esmeralda al cuarto que ha alquilado expresamente para tomar la virtud de la doncella. Pese a que Febo de Châteaupers fue apuñalado por Frollo, la joven gitana es acusada del crimen al ser la única que aparece en la escena, por lo que se la condena a la horca. El propio Febo cree que ha sido ella quien le acuchilló y, vanidoso e indiferente hacia la pasión de Esmeralda por tener ya como novia a una joven aristócrata, se desentiende del destino de la gitana. Durante el arrepentimiento público de Esmeralda, previo a la ejecución y que la iglesia esté vacía, Quasimodo observa:

Aquel espectador no se había perdido nada de lo que, desde el mediodía, había ocurrido ante el pórtico de Notre Dame. Ya desde los primeros momentos, sin que nadie se hubiera preocupado de mirarle, había atado fuertemente a las columnillas de la galería una gruesa cuerda de nudos cuyo extremo colgaba hasta la escalinata. Una vez hecho esto se había quedado mirando tranquilamente y silbaba de vez en cuando al pasar los mirlos delante de él. De pronto, cuando los ayudantes del verdugo se disponían a ejecutar la flemática orden de Charmoule, saltó al otro lado de la balaustrada de la galería, cogió la cuerda con los pies primero, con las rodillas y con las manos luego, y después se le vio descolgarse por la fachada como una gota de lluvia deslizándose por un cristal; se le vio luego correr hacia los dos verdugos con la velocidad de un gato caído de un tejado, derribarles con sus enormes puños, coger a la gitana de una mano, como una niña coge una muñeca y de un solo salto llegar hasta la iglesia, alzando a la joven sobre su cabeza y gritando con voz estentórea:

— ¡Asilo!
— ¡Asilo! ¡Asilo! —repitió la muchedumbre y diez mil aplausos hicieron refulgir de alegría y de orgullo el único ojo de Quasimodo.
La sacudida hizo volver en sí a la condenada, que abrió los ojos y al ver a Quasimodo volvió a cerrarlos súbitamente como asustada de su salvador.

Charmoule y los verdugos y toda la escolta se quedaron atónitos. En el recinto de Notre Dame, la condenada era, en efecto, inviolable, pues la catedral era un lugar de asilo y toda la justicia humana expiraba en sus umbrales.

Pero la historia no acaba ahí pues en esa situación Esmeralda descubre a Paquette, una anacoreta que vive llorando la muerte de su difunta hija desde hace  quince años, pero de modo accidental Paquette descubre que Esmeralda es hija suya, aliándose ambas mujeres para la libertad de la gitana. Los truhanes de la Corte de los Milagros intentan liberar a Esmeralda al saberla presa en la catedral, mientras Frollo logra con intrigas que las tropas del rey Luis XI entren a la catedral dispensándolas de respetar el asilo eclesiástico; como resultado ambos grupos luchan violentamente en las puertas de Notre Dame. 
Frollo engaña a Quasimodo y a Gringoire persuadiéndoles de que le ayuden a ubicar a Esmeralda y entregarla a las tropas del rey pues los truhanes planean matarla. Logrado este objetivo y derrotados los truhanes por las tropas reales, Frollo saca a Esmeralda de su escondite y en privado le exige convertirse en su concubina o de otro modo será condenada a morir en la horca. La gitana lo rechaza y el archidiácono la acusa públicamente de brujería y de intentar asesinar al capitán Febo, entregándola a las tropas reales que luego dan muerte a Paquette, mientras Gringoire debe huir para salvar su vida.
Así ante las puertas de Notre Dame se fija el cadalso para Esmeralda, donde ella perece ahorcada ante los ojos de Frollo, quien admite ante Quasimodo su alegría por la muerte de la joven. Espantado y furioso por este hecho, Quasimodo asesina a Frollo empujándolo desde la torre de la catedral.
Como epílogo, el jorobado Quasimodo acude al descampado donde yacen los cadáveres de los condenados y halla allí el cuerpo de Esmeralda, al que se abraza permaneciendo así hasta que muere de hambre. Tiempo después, los parisinos abren la tumba y encuentran los esqueletos. Cuando tratan de separarlos, los huesos del jorobado se convierten en polvo.

## Importancia en la literatura y en la sociedad
Victor Hugo presentó en esta obra el concepto de la novela como Teatro Épico. Una inmensa obra  épica sobre la historia de un pueblo entero, personificado en la figura de la gran catedral, como testigo y protagonista silencioso de la historia. La idea del tiempo y la vida como un panorama continuo y orgánico centrado en docenas de personajes atrapados en medio de esa historia. Es la primera novela en tener mendigos como protagonistas. 
Nuestra Señora de París fue la primera obra de ficción en abarcar la vida como un todo, desde el rey de Francia hasta las ratas de alcantarilla de París, en una forma adoptada más tarde por Honoré de Balzac, Gustave Flaubert, Charles Dickens y muchos otros. La enorme popularidad del libro en Francia estimuló el movimiento francés de preservación histórica y alentó en gran medida la arquitectura neogótica. En última instancia condujo a restauraciones importantes en Notre-Dame en el siglo XIX, dirigidas por Eugène Viollet-le-Duc. Gran parte del aspecto actual de la catedral es resultado de estas restauraciones.

## Adaptaciones

### Cine

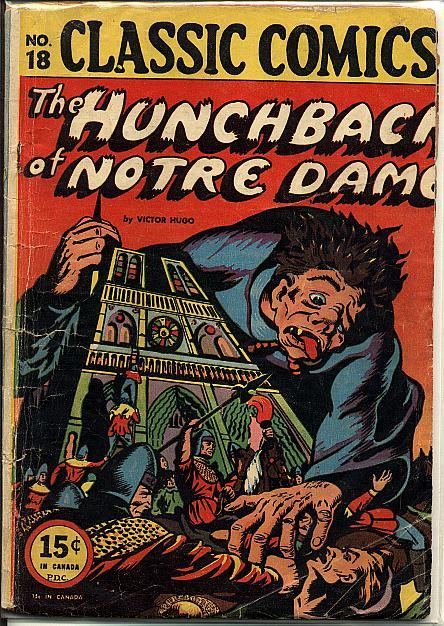
Portada de Classic Comics.

- Esmeralda (1905), cortometraje mudo francés.
- Nuestra Señora de París (1911).
- Nuestra Señora de París (1923), película muda con Lon Chaney, Sr. encarnando a Quasimodo.
- Esmeralda, la zíngara (1939), interpretada por Charles Laughton, y dirigida por William Dieterle.
- Nuestra Señora de París (1956), interpretada por Anthony Quinn y Gina Lollobrigida, y dirigida por Jean Delannoy.
- El jorobado de Notre Dame, película de animación de Walt Disney Pictures de 1996.
- El Jorobado (1997), interpretada por Mandy Patinkin.

### Televisión
- Nuestra Señora de París (1977).
- Nuestra Señora de París (1982) interpretada por Anthony Hopkins y Derek Jacobi.
- El jorobado de Notre Dame (1985), adaptación animada de Burbank Films Australia, dirigida por Geoff Collins.
- Notre-Dame de Paris (1999), musical filmado para la televisión.

### Teatro
- El jorobado de París, musical argentino de 1993, escrito por Pepe Cibrián Campoy y Ángel Mahler. Nuevas versiones se estrenaron en 1995, 2002, 2006, 2013 y 2024.
- Notre-Dame de Paris, musical francés de 1998.
- Der Glöckner Von Notre Dame, musical berlinés adaptado de la versión de Disney en 1999.

### Ballet
- La Esmeralda (1844), ballet con música de Cesare Pugni y coreografía de Jules Perrot.